# Campionato balcanico maschile di pallacanestro 1985
Il 27º Campionato Balcanico Maschile di Pallacanestro, si è disputato a Bucarest, in Romania, tra il 15 e il 19 maggio 1985.
Le medaglie di argento e di bronzo furono assegnate in base alla differenza punti negli scontri diretti, dato che Turchia, Grecia e Romania terminarono a parimerito. 

## Risultati
|    | Nazionale  | G | V | P | PF  | PS  | Diff.      |
| -- | ---------- | - | - | - | --- | --- | ---------- |
| 1. | Jugoslavia | 3 | 3 | 1 | 320 | 276 | +44        |
| 2. | Turchia    | 3 | 2 | 2 | 262 | 267 | -5 (1.04)  |
| 3. | Grecia     | 3 | 2 | 2 | 302 | 316 | -14 (1)    |
| 4. | Romania    | 3 | 2 | 2 | 305 | 320 | -15 (0.90) |
| 5. | Bulgaria   | 3 | 1 | 3 | 285 | 295 | -10        |

## Classifica finale
| -  | Paese      | Formazione |
| -- | ---------- | ---------- |
|    | Jugoslavia |            |
|    | Turchia    |            |
|    | Grecia     |            |
| 4. | Romania    |            |
| 5. | Bulgaria   |            |